# Joe Weber (vodevil)
Joe Weber (11 de agosto de 1867-10 de mayo de 1942) fue un artista de vodevil de nacionalidad estadounidense, conocido por formar con Lew Fields el conjunto cómico Weber and Fields.

## Biografía
Nacido en la ciudad de Nueva York, su nombre completo era Joseph Morris Weber. Fields y Weber iniciaron su relación siendo todavía niños, llegando ambos a actuar juntos en locales de Bowery, museos y circos, y haciendo en 1885 su primera actuación en escena en el Miner's Bowery Theater, en Nueva York. Su humor de tipo slapstick, en el que utilizaban un inglés incoherente, pronto llamó la atención del público de San Francisco (California), donde la pareja actuó durante diez semanas por 250 dólares a la semana, un salario inusualmente alto para la época.  
Representaban un "número holandés", en el cual interpretaban a inmigrantes alemanes. De vuelta a Nueva York, actuaron en el Teatro Tony Pastor, y en 1894 debutaron en el circuito de Broadway, en el Teatro Hammerstein's Olympia. Llegaron a tener tres obras en gira, y en 1895 inauguraron el Weber and Fields Broadway Music Hall, en el que produjeron diferentes shows de carácter burlesque. 
En los repartos de sus espectáculos trabajaron algunos de los más importantes artistas del teatro estadounidense de la época, entre ellos Lillian Russell, Fay Templeton, Charlie J. Ross, DeWolf Hopper, David Warfield, Peter F. Daily, Mabel Fenton, Marie Dressler, William Collier, Sr. y Sam Bernard. Sin embargo, la pareja se vio forzada a cerrar el Broadway Music Hall cuando un incendio en el Iroquois Theater, en Chicago, implantó estrictas medidas para prevenir los fuegos en Nueva York. A los socios se les explicó que debían remodelar o cerrar el Music Hall, lo cual inició entre ellos unas diferencias que les llevaron a separarse de manera temporal. El dúo se separó en 1904, aunque volvieron a colaborar en 1912, produciendo sin éxito el show Hokey Pokey.
En 1923, Weber y Fields se juntaron de nuevo para participar en un corto rodado por el sistema sonoro de Lee DeForest, Phonofilm, en el cual recrearon su famoso número del billar. Este film se estrenó en el Teatro Rivoli de Nueva York el 15 de abril de 1923. Tres años más tarde formaron parte del equipo que acompañó a Will Rogers y Mary Garden en su debut en la NBC Radio Network el 15 de noviembre de 1926. En 1931 tuvieron un programa propio en la misma cadena.
Weber y Fields también colaboraron el 27 de diciembre de 1932 en el show inaugural en el Radio City Music Hall, siendo ésta la última ocasión en la cual actuaron juntos, aparte de un cameo con su número del casino en la película de 1940 Lillian Russell.
Joe Weber falleció en Los Ángeles, California, en 1942. Fue enterrado en el Cementerio Hungarian Union Field, en Glendale, Queens.